# 蒙森 (加利福尼亞州)
蒙森（英語：Monson）是位於美國加利福尼亞州圖萊里縣的一個人口普查指定地區。

## 地理
蒙森的座標為36°29′34″N 119°20′09″W / 36.49278°N 119.33583°W，而該地最高點為海拔高度99米（即325英尺）。

## 人口
根據2010年美國人口普查的數據，蒙森的面積為1.274平方千米，當中陸地面積為1.274平方千米，而水域面積為0.000平方千米。當地共有人口188人，而人口密度為每平方千米147人。